# Маркионни, Карло
Карло Маркионни, или Маркьонни (итал. Carlo Marchionni; 10 февраля 1702, Анкона — 28 июля 1786, Рим) — итальянский архитектор, рисовальщик и скульптор позднего барокко и раннего неоклассицизма.

## Биография
Вначале Маркионни обучался ремеслу скульптора. Архитектуру изучал в римской Академии Святого Луки у Филиппо Бариджони, который отдавал предпочтение сложному стилю Ф. Борромини. В 1728 году Маркионни привлёк внимание кардинала Алессандро Альбани, после того как выиграл первую премию на конкурсе Академии Клементина.
В течение всей жизни Маркионни пользовался покровительством кардинала, выдающегося коллекционера произведений античного искусства. В 1740 году он стал членом Академии Святого Луки и в 1775 году её председателем (principe).
Художественный стиль зрелого периода творчества Маркионни демонстрирует соединение элементов позднего барокко и нарождающегося неоклассицизма; его можно сравнить с творчеством его итальянских современников Алессандро Галилея, Фердинандо Фуги, Луиджи Ванвителли, или же с произведениями его французского современника Жак-Анжа Габриэля, который проектировал Малый Трианон в Версале.
Среди скульптурных произведений Маркионни выделяются надгробный памятник Бенедикту XIII, который заказал скульптору кардинал Альбани (1737—1739), расположенный в церкви Санта-Мария-сопра-Минерва (в сотрудничестве с П. Бьянки и П. Браччи); статуя Святого Игнасия в церкви Сант-Аполлинаре (Рим). В Риме с 1746 по 1763 год Маркионни строил так называемое Казино, или Палаццо, а также «Кафе» на вилле Альбани (ныне вилла Торлония), осуществлял строительные работы в папской резиденции Кастель-Гандольфо.
Папа Бенедикт XIV назначил Маркионни главным архитектором Ватикана и надзирателем работ в базилике Святого Петра. В 1766 году папа поручил ему перестроить входной фасад Museo Profano, папской коллекции древностей, первоначально созданной Донато Браманте и примыкающей к Двору Бельведера (Cortile del Belvedere).
Маркионни вместе с Джованни Баттиста Пиранези, который наиболее известен своими офортами с изображениями римских руин, помогал восстанавливать после пожара 1361 года хор базилики Сан-Джованни-ин-Латерано.
Живописный подход Пиранези к образам римской античности, вероятно, повлиял и на стиль Маркионни. Однако зрелые архитектурные работы Маркионни, такие как Вилла Альбани (1746—1763), выражают придворный классицизм круга его покровителя, в который входил неоклассицист Винкельман, хранитель римских древностей коллекции Альбани.
Два заказа от папы Пия VI стали последними официальными римскими проектами Маркионни. Одним из них была новая сакристия Собора Святого Петра (1776—1784), которую задумал предыдущий понтифик, снёсший мавзолей, стоявший на этом месте. Проекту предшествовал публичный конкурс. На памятной картине Джованни Доменико Порта 1776 года (теперь в Палаццо Браски) изображён папа Пий, рассматривающий два больших листа с изображениями плана и фасада, которые раскрыты на драпированном столе. Однако планы Маркионни были изменены, как и наполовину построенная сакристия, завершённая до первого этажа, в стены которой Маркионни вставил фрагменты римских барельефов.
Маркионни также проектировал главный алтарь и богатую скинию (табернакль) церкви Санта-Катерина-а-Маньянаполи (1787), создавал скульптуры фасада церкви Санта-Мария-Маджоре (1741) и церкви Санта-Кроче-ин-Джерусалемме; создал статую Святой Игнатий Лойола (1748) для церкви Сант-Аполлинаре; и бюсты покровителей (ок. 1745) для Дворца прапаганды Веры (Collegio di Propaganda Fide) на Площади Испании (проект Ф. Борромини), надгробный памятник кардиналу Джакомо Милло в церкви Сан-Кризогоно в Риме с портретом покойного и путто работы П. Браччи (1747).
За пределами Рима Маркионни приписывают рельефы, изображающие сцены из жизни Девы Марии (1747) в капелле Святого Иоанна Крестителя церкви Сан-Рош (Лиссабон) и в капелле Мадонны дель Вото (1748) в Соборе Сиены, он проектировал фасад коллегиальной церкви в Неттуно (1734), выполнял папские заказы для церквей Сан-Доменико в Анконе (с 1763), Санта-Маддалена де Кассинесси в Мессине (с 1765) и многое другое.
- Эскиз декорации фасада собора Святого Петра в Риме с изображением Канонизация Джузеппе да Капертино и Жанны-Франсуазы де Шанталь. 1767. Бумага, сепия (серая акварель).  Смитсоновский музей дизайна Купер Хьюитт, Нью-Йорк
- Казино Виллы Альбани в Риме.  Гравюра Дж. Вази
- Надгробие Бенедикта XIII в церкви Санта-Мария-сопра-Минерва в Риме. 1734
- Сакристия Собора Святого Петра, Рим. 1776—1784
- Сакристия Сан-Пьетро. Деталь
- Скиния (табернакль) алтаря церкви Санта-Катерина-а-Маньянаполи. 1787. Рим
- Рельеф Капеллы Киджи, Собор Сиены